# Одеський науково-дослідний інститут судових експертиз Міністерства юстиції України
Одеський науково-дослідний інститут судових експертиз Міністерства юстиції України (ОНДІСЕ) є державною спеціалізованою науково-експертною установою Міністерства юстиції України. ОНДІСЕ забезпечує правосуддя експертними дослідженнями та науковими розробками, зокрема у галузі сучасної криміналістики.

## Історія
24 листопада 1912 р. прокурор Одеського окружного суду надіслав до Міністерства юстиції службову записку з обґрунтуванням необхідності створення Кабінету науково-судової експертизи при прокуророві Одеської судової палати. Головним аргументом на користь відкриття нового Кабінету було місцезнаходження: Одеса була центром торговельно-промислового життя. У результаті з’явився відповідний законопроєкт, а 4 липня 1913 р. було підписано Указ про створення Кабінету науково-судової експертизи при прокуророві Одеської судової палати, який урочисто відкрився 15 лютого 1914 р. за адресою: вул. Пантелеймонівська, 19.
Найбільш важливими функціями, які виконував Кабінет науково-судової експертизи, були порівняння почерків, встановлення різного роду підробок, підчисток у документах, виявлення слідів пальців рук людини на місці злочину й порівняння їх з відбитками пальців рук підозрюваних, фотографування речових доказів, дослідження слідів крові на речових доказах. 
22 вересня 1941 р. внаслідок падіння авіабомби на будівлю по вул. Пастера, 48 інститут припинив свою діяльність. Було знищено архів, музей, бібліотеку та обладнання, які не встигли вивезти.
Інститут поновив свою діяльність тільки після звільнення Одеси – 14 квітня 1944 р., але як лабораторія. 25 січня 1995 р. постановою Кабінету Міністрів України № 52 в Одесі на базі Одеської НДЛСЕ було створено Одеський науково-дослідний інститут судових експертиз.
Директорами інституту в різні роки були: Микола Прокопович Макаренко (1914–1938), Михайло Андрійович Кравцов (1938–1950), Микола Тимофійович Іканін (1950–1952), Тетяна Федорівна Шаркова (1952–1979), Ігор Павлович Змієнко (1979–1990), Леонід Миколайович Чернобай (1990–2011), Олексій Миколайович Кравченко (2011-2016). З травня 2016 року інститут очолює Ріпенко Артем Ігорович.
На сьогодні штат інституту, включаючи Миколаївське та Херсонське відділення, складає 130 співробітників, які займаються експертною діяльністю за багатьма експертними спеціальностями, науково-дослідною, методичною, викладацькою та профілактичною роботою.

## Діяльність

### Експертна діяльність
Інститутом проводяться наступні види експертиз:
- Автотехнічна експертиза
- Автотоварознавча експертиза
- Балістична експертиза
- Будівельна-технічна та земельна експертиза, оціночно-будівельна та земельно-оціночна експертиза, експертиза з питань землеустрою
- Економічна експертиза
- Експертиза матеріалів, речовин та виробів
- Експертиза матеріалів та засобів відео-звукозапису
- Комп'ютерно-технічна експертиза
- Мистецтвознавча експертиза
- Почеркознавча експертиза
- Психологічна експертиза
- Телекомунікаційна експертиза
- Технічна експертиза реквізитів документів та друкарських форм
- Товарознавча експертиза
- Трасологічна експертиза

ОНДІСЕ здійснює й інші види судових експертиз, зокрема у сфері інтелектуальної власності, проводяться комплексні дослідження для вирішення інтеграційних завдань. Опановуються нові експертні спеціальності, на науковому рівні обґрунтовується необхідність запровадження нових видів судових експертиз, зокрема енергетичної експертизи. 

### Наукова діяльність
Протягом більше 100 років із дня заснування в Одеському НДІ судових експертиз Міністерства юстиції України працювали відомі вчені, досвідчені судові експерти, створювалися експертні методики, науково-методична література. 
Науково-дослідні розробки проводяться й сьогодні. Спеціалісти інституту виконують науково-дослідні роботи за пошуковими внутрішньоінститутськими та тематичними планами Міністерства юстиції України, результатом яких є розроблені методики, методичні рекомендації, посібники, альбоми тощо, які використовуються в експертній роботі спеціалістами різних країн, частину з яких внесено до Реєстру методик проведення судових експертиз. 
Крім того, співробітниками Інституту постійно готуються та надаються для опублікування у провідних фахових виданнях наукові статті, присвячені актуальним проблемам сучасної судової експертизи, приймається участь у роботі науково-практичних конференцій, семінарів, практикумів, круглих столів, лекційних заняттях, та інших заходах, спрямованих на розвиток судової експертизи, у тому числі із залученням суддівського корпусу, прокурорів та слідчих. 

### Підготовка експертів
В Одеському науково-дослідному інституті судових експертиз Міністерства юстиції України проходять навчання та стажування фахівці, що не є працівниками державних спеціалізованих установ і які мають намір отримати (підтвердити) кваліфікацію судових експертів.